# 曽文渓

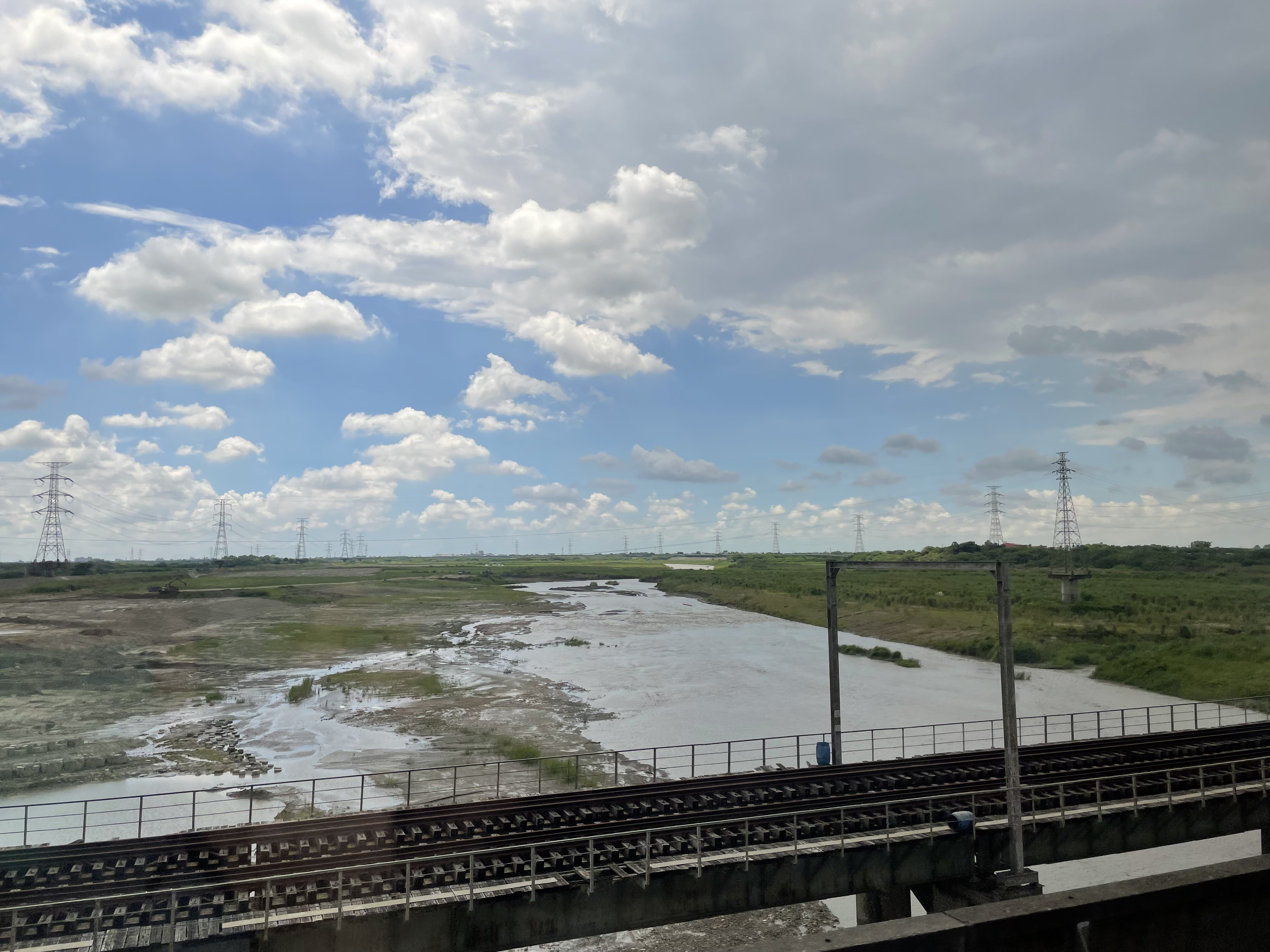
曽文渓（官田区）

曽文渓（そぶんけい）は、台湾南部を流れる河川。総延長は台湾で4番目に長い。
嘉義県阿里山郷の阿里山山中に源を発する。台南市を横断し、台南市安南区と七股区の境を流れて台湾海峡に注ぐ。台南市では、曽文渓を境として北側を渓北地区、南側を渓南地区と呼んでいる。渓南地区は台南市に近いことから都市化が進んでいるが、渓北地区では農村部が広がっている。
曽文渓水系は豊富な水力資源を有しており、台湾最大のダムである曽文ダム（曽文水庫）を持っている。上流部にはこのほか、支流に南化ダム、烏山頭ダムなどがあり、水力発電のほか、重要な観光資源にもなっている。
曽文渓から多くの養分を含んだ水が海に流れることにより、河口周辺では豊富な底棲生物とプランクトンがはぐくまれ、多くの水鳥が生息している。貴重な鳥類のクロツラヘラサギが河口の北岸に生息したことから、この場所に七股クロツラヘラサギ保護区が設置された。
1938年、堤防ができる前に、幾度も流路の変更が記録され、「青瞑蛇」（盲目の蛇）と呼ばれた。

## 支流
- 塔乃庫溪
- 普亜女溪
- 草蘭溪
- 後堀溪
- 菜寮溪
- 官田溪

## 河川施設
| 一次支川名 （本川） | 二次支川名 | 三次支川名 | ダム名     | 堤高(m) | 総貯水容量（千m3） | 型式             | 事業者 |
| ------------------- | ---------- | ---------- | ---------- | ------- | ------------------ | ---------------- | ------ |
| 大埔渓              | -          | -          | 曽文ダム   | 133     | 608,317            | -                | -      |
| 後堀渓              | -          | -          | 南化ダム   | 87.5    | 158,050            | -                | -      |
| 官田渓              | -          | -          | 烏山頭ダム | 66.7    | 154,158            | ロックフィルダム | -      |